# Halaevalu Mataʻaho ʻAhomeʻe
Halaevalu Mataʻaho ʻAhomeʻe (* 29. Mai 1926 in Tonga; † 19. Februar 2017 in Auckland, Neuseeland) war von 16. Dezember 1965 bis 10. September 2006 die Königin von Tonga und Ehefrau von König Taufaʻahau Tupou IV. Danach war sie Königinmutter von George Tupou V. und dem jetzigen König Tupou VI.

## Leben
Halaevalu Mataʻaho ʻAhomeʻe wurde als älteste Tochter von ‘Ahome’e (Manu-‘o-pangai) und seiner Frau Heuʻifanga Veikune einer Urenkelin des letzten Königs des Tongaischen Imperiums. Sie war eine Ururenkelin von Maʻafu.
Ihre Ausbildung erhielt sie am St. Joseph’s Convent School, Nuku’alofa, Tongatapu und dem St. Mary’s College, Ponsonby, Auckland, Neuseeland.

## Ehe
Am 10. Juni 1946 heiratete Halaevalu ihren entfernten Verwandten Kronprinz Taufaʻahau Tupou IV., der älteste Sohn von Königin Salote Tupou III. (1900–1965) und Prinz Viliami Tungī Mailefihi. Am 4. Juli 1967 wurde sie gekrönt.

## Tod
Sie starb am 19. Februar 2017 in Auckland, wohin sie eine Woche zuvor für eine medizinische Behandlung geflogen war.
Am 28. Februar 2017 wurde sie mit einem Flugzeug der Royal Aircraft, einer Beechcraft G.18S, flankiert von zwei C-130 Hercules der Royal New Zealand Air Force, nach Tonga geflogen und am 1. März 2017 in Malaʻekula bestattet.

## Schirmherrschaften
- Präsidentin des Tonga National Council for Women (1965–2017)
- Präsidentin des Tonga Red Cross Society (TRCS) (1972–2017)

## Titel und Ehrungen

### Titel
- 1926–1947: Die Ehrenwerte Halaevalu Mataʻaho ʻAhomeʻe
- 1947–1965: Ihre Königliche Hoheit Prinzessin Halaevalu Mata'aho, Kronprinzessin von Tonga
- 1965–2006: Ihre Majestät Königin Halaevalu Mata'aho, Königin von Tonga
- 2006–2017: Ihre Majestät Königin Halaevalu Mata'aho, Königinmutter von Tonga

### Nationale Ehrungen
- Tonga: Rittergroßkreuz mit Collar des Royal Order of Pouono (KGCCP)[7][8][9]
- Tonga: Rittergroßkreuz Collar des Order of the Crown of Tonga (KGCCCT)[10][11]
- Tonga: Rittergroßkreuz des Order of Queen Salote Tupou III (KGCQS)[12]
- Tonga: Ehemalige Großmeisterin des King George Tupou V Royal Family Order (DKGTRFO)
- Tonga: Trägerin der Tongan Red Cross Medal (RTRCM)
- Tonga: Trägerin der King Tupou VI Coronation Medal
- Tonga: Trägerin der King George Tupou V Coronation Medal
- Tonga: Trägerin der King Tāufaʻāhau Tupou IV Silver Jubilee Medal

### Ausländische Ehrungen
- Vereinigtes Königreich: Queen Elizabeth II Coronation Medal (2. Juni 1953)
- Vereinigtes Königreich: Queen Elizabeth II Silver Jubilee Medal (6. Februar 1977)
- Taiwan: Großkreuz (Sonderstufe) des Order of Propitious Clouds (19. September 1977)[13]
- Deutschland: Sonderstufe des Großkreuzes des Verdienstordens der Bundesrepublik Deutschland (2. Dezember 1977)[14]
- Japan: Paulownia Dame Grand Cordon des Orden der Edlen Krone[15]